# شهريار برهيزكار
شهريار برهيزكار (بالفارسية: شهریار پرهیزگار) من قراء وحفّاظ القرآن الدوليين البارزين، إيراني شيعي المذهب. حاز على المراتب الأولى في حفظ القرآن الكريم على المستوى الداخلي و الدولي، يعمل حاليا استاد للقرآن الكريم في الجامعة و المدارس الثانوية.

## نشأته
ولد شهريار برهيزكار في مدينة طهران سنة 1343 شمسي،بدأ بدراسة القرآن وهو في 9 من عمره، تخرج من جامعة الشهيد بهشتي قسم الحاسب الألي، كان شغوفاً بقرآءة القرآن و حفظه منذ صغره لتأثره اولاً بوالدته ثم بالقارئ الإيراني محمد تقي مروت عندما حصل على المرتبة الأولى في المسابقات القرآنية في ماليزيا، والذي درس بعدها القرآن الكريم على يديه.
متزوج وله ابنتان فاطمة ومهدية، يسكن حالياً في مدينة قم.

## أنشطته
كانت أول مشاركاته في المسابقات القرآنية التي اقيمت في مسجد لاله زار بطهران سنة 1356شمسي، بعدها شارك في العديد من المسابقات على المستوى الداخلي والدولي، يعمل حالياً على تدريس القرآن الكريم و فروعاته في كلية الإلهيات والمعارف الإسلامية في جامعة طهران، كذلك في المدارس الثانوية. أسس مع محمد حاجى أبو القاسم وسيد مصطفى الحسيني ومحمد شهيدي مؤسسة نور الثقلين الثقافية للقرآن والعترة.، قام بتأليف كتاب بعنوان (كيف نحفظ القرآن الكريم) الذي ترجم إلى اللغة العربية من قبل كمال السيد.

### المسابقات القرآنية الداخلية
شارك في حفظ كل القرآن الكريم في العديد من المسابقات القرآنية على المستوى الداخلي لإيران، و التي حاز فيها على المراتب الأولى.

### المسابقات القرآنية الدولية
- حصل على المرتبة الأولى في المسابقات القرآنية الدولية لحفظ 15 جزء، المقامة في إيران عام 1362 ش
- حصل على المرتبة الثانية في المسابقات القرآنية الدولية لحفظ 20 جزء، المقامة في السعودية عام 1364 ش
- حصل على المرتبة الأولى في المسابقات القرآنية الدولية لحفظ كل القرآن، المقامة في إيران عام 1366 ش
- حصل على المرتبة الأولى في المسابقات القرآنية الدولية لحفظ كل القرآن، المقامة في السعودية عام 1371 ش

## وصلات خارجية
- http://www.assabile.com/shahriar-parhizgar-398/shahriar-parhizgar.htm